# Киностудия имени А. Довженко
Национальная киностудия художественных фильмов имени Александра Довженко (укр. Національна кіностудія художніх фільмів імені Олександра Довженка) — государственная украинская киностудия.
Изначально с 1922 — Киевская кинофабрика ВУФКУ (Всеукраинское фотокиноуправление), с 1930 — «Украинфильм», с 1939 — Киевская киностудия (с 1957 — им. А. Довженко), с 1993 — Национальная киностудия художественных фильмов им. А. Довженко.
Расположена по адресу Берестейский проспект, 44 (между улицей Александра Довженко и парком имени Ивана Багряного). Общая площадь территории ― более чем 13,5 га.
За 80 лет на киностудии было создано около тысячи фильмов.
Среди достижений: награды 75 международных и 65 всесоюзных кинофестивалей, 19 государственных и 9 республиканских премий, награды республиканских и молодёжных кинофорумов.
При киностудии работает Музей национальной киностудии художественных фильмов им. А. Довженко.
Имеется собственная гостиница — «Ника».

## История киностудии

### Строительство
Проект первой в СССР «передовой кинофабрики полного производственного цикла» разработали и утвердили в 1925 году. Среди 20 участников конкурса победил проект архитектора Валериана Рыкова, по которому планировалось создать мощный комплекс площадью 40 гектаров, чтобы ежегодно выпускать от 60 до 100 фильмов, с центральной лабораторией и заводом для изготовления киноаппаратуры.
В разработке архитектурного проекта принимал участие архитектор Павел Савич. Рабочие чертежи выполняли Иван Малозёмов и Семён Барзылович.
Самым уникальным сооружением новой киностудии стал съёмочный павильон площадью более двух с половиной тысяч квадратных метров, около 100 метров в длину, 40 — в ширину и 16 — в высоту. По проекту, который делался ещё в эпоху немого кино, в павильоне могли одновременно работать 15 режиссёрских групп и снимать фильмы с декорациями различной сложности и размеров.
На въезде в павильон стояли широкие автоматические ворота, через которые на съёмочную площадку можно было провезти не только автомобили, но самолёт, танк или паровоз. По периметру павильона соорудили кольцо балконов, чтобы можно было снимать сцены с различной высоты. На потолке смонтировали семь подвесных тротуаров. Уникальным был и пол павильона: он поднимался и открывал два бассейна двухметровой глубины, размерами 20х12 и 20х20 метров.
Строили кинофабрику ударными темпами, и 12 октября 1927 года здесь стартовали съёмки первого фильма — «Ванька и „Мститель“» режиссёра Акселя Лундина.

### Становление
В 1928 году на экраны вышли две короткометражные художественно-документальные ленты: «Ясли» Михаила Кауфмана и «Одиннадцатый» его брата — Давида Кауфмана, более известного под псевдонимом Дзига Вертов.
Полноценно работать Киевская кинофабрика начала с 1 декабря 1928 года. В 1929 году здесь выпустили десять кинолент, в том числе и новаторский документальный фильм Дзиги Вертова «Человек с киноаппаратом». Вместе с фильмом Александра Довженко «Земля», созданным на Киевской кинофабрике в 1930 году, они вошли в список шедевров мирового кинематографа,.
В том же 1930 году на кинофабрике вышел первый звуковой украинский и советский кинофильм — документальная лента Дзиги Вертова «Симфония Донбасса».
1930-е годы были годами становления киностудии. Мастера осваивали звук и цвет, которые значительно расширяли возможности кино. Были сняты такие картины, как фильм «Иван» Александра Довженко, драма «Истребители» режиссёра Эдуарда Пенцлина с начинающим актёром Марком Бернесом, первый советский фильм-опера «Наталка-Полтавка» и первый цветной фильм киностудии «Сорочинская ярмарка» режиссёра Николая Экка, снятый в 1939 году. Набрать темп помешала война.

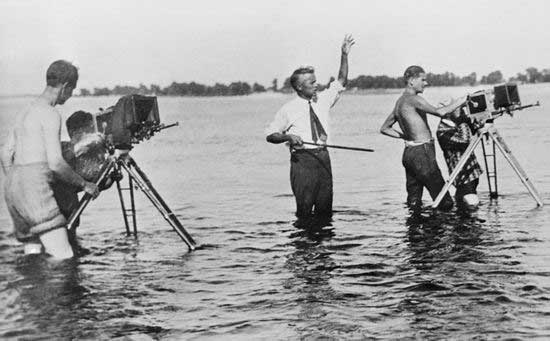
Довженко на съёмках фильма «Иван». 1932

Во время Второй мировой войны Киевская киностудия продолжала работу в эвакуации в Ташкенте. В этот период здесь была снята военная драма «Радуга» Марка Донского, которая получила высший приз Американской ассоциации кинокритиков и премию газеты Daily News за лучший иностранный фильм, который демонстрировался в США в 1944 году.
По возвращении в Киев, с середины 1940-х по начало 1950-х студия выпустила всего несколько фильмов. В том числе, лучший послевоенный приключенческий фильм ― «Подвиг разведчика» режиссёра Бориса Барнета, который посмотрели 22,7 млн. зрителей только за первый (1947) год демонстрации.
В 1952 году, когда время малокартинья закончилось, режиссёр Владимир Браун снял приключенческую ленту «Максимка» (32,9 млн зрителей) с Николаем Крючковым, Марком Бернесом и Вячеславом Тихоновым, которая вновь принесла киностудии всесоюзную известность.
В 1954 году вышел фильм «Тревожная молодость» (24,4 млн зрителей) ― первая совместная работа Александра Алова и Владимира Наумова.

### 1960―1980-е
1960—1970-е годы считаются периодом наибольших успехов режиссёров, работавших на студии имени Довженко, и украинского кино в целом. Расширенное производство даже позволило открыть свой Театр киноактёра и отдел дубляжа иностранных фильмов,.
Именно тогда появились:
- мелодрама «Цыган» (55,6 млн зрителей) режиссёра Евгения Матвеева[11];
- комедия «Королева бензоколонки» (34,3 млн зрителей) режиссёров Николая Литуса и Алексея Мишурина[5][11];
- комедия «За двумя зайцами» (24,7 млн зрителей) режиссёра Виктора Иванова[7][11];
- детские фильмы «Сказка о Мальчише-Кибальчише» (14,5 млн зрителей) Евгения Шерстобитова[14] и «Чёрная курица, или Подземные жители» (4,8 млн зрителей) Виктора Греся [15].
- историческая драма «Тени забытых предков» (6,5 млн зрителей) режиссёра Сергея Параджанова[5][7][11];
- историческая драма «Белые тучи» режиссёра Роллана Сергиенко (прокат картины был ограничен по цензурным соображениям  ― 1,9 млн зрителей)[11][16][17];
- историческая драма «Каменный крест» (1,4 млн зрителей) режиссёра Леонида Осыки[5][11];
- музыкальный фильм «Маленький школьный оркестр» режиссёров Александра Муратова и Николая Рашеева (картина попала в категорию запрещенных и пролежала на полке рекордные 42 года)[18].

В 1970-х годах режиссёр Юрий Ильенко снял одну из самых значимых картин украинского поэтического кино ― фильм «Белая птица с чёрной отметиной» (10,5 млн зрителей).
Украинский режиссёр Николай Мащенко открыл зрителям Владимира Конкина, сняв его в драме «Как закалялась сталь».
Леонид Быков и Антон Тимонишин создали здесь свои знаменитые фильмы о войне ― «В бой идут одни „старики“», «Аты-баты, шли солдаты…» и «Их знали только в лицо».
Григорий Кохан снял многосерийный фильм о создании и истории милиции «Рождённая революцией».

Могила А. П. Довженко на Новодевичьем кладбище

Суламифь Цыбульник выпустила детектив «Инспектор уголовного розыска», который стал одним из самых знаковых для актёра Юрия Соломина, а Валерий Золотухин сыграл знаменитого Бумбараша в одноимённой музыкальной трагикомедии. Два актёра Таганки ― Леонид Филатов и Виталий Шаповалов сыграли упырей в криминальной драме Константина Ершова «Грачи» (21,3 млн зрителей).
Сюда приезжали работать не только актёры других советских киностудий, но и зарубежные кинематографисты.
Так, например, результатом совместных усилий Киевской киностудии имени Александра Довженко и «Фильмски Студио Титоград» стала военная драма «Свадьба» ― самый известный и успешный фильм в карьере югославского режиссёра Радомира Шарановича.
Немецкий режиссёр Петер Фляйшман, один из несомненных и признанных лидеров нового немецкого кино 60-70-х годов, снял здесь фантастическую сагу «Трудно быть богом».

### 1990―2000-е
В 1990 году Леонид Горовец снял один из лучших художественных фильмов о трагедии Бабьего Яра ― картину «Дамский портной» с Иннокентием Смоктуновским в главной роли.
В 1992 году режиссёр Владимир Попков снял приключенческий фильм «Сердца трёх», который стал последним знаменитым фильмом Киевской киностудии. С середины 90-х студия почти прекратила съёмки. Павильоны стали сдаваться в аренду для съёмок телешоу и зарубежных (российских) телесериалов.
Тем не менее, в 2000-х на студии были реализованы крупные проекты сложнопостановочных фильмов:
- «Богдан-Зиновий Хмельницкий» режиссёра Николая Мащенко[27];
- «Молитва о гетмане Мазепе» режиссёра Юрия Ильенко[28][29].

## Фильмография
См: Список фильмов киностудии имени А. Довженко

## Топ-200 фильмов киностудии имени А. Довженко (демонстрировавшихся в прокате с 1950 по 1990 год)
(согласно данным киноведа Александра Федорова)
| № п/п | Название и кинопрокатный год                          | Режиссёр                                      | Директор картины                         | Жанр                          | Зрители (млн) |
| ----- | ----------------------------------------------------- | --------------------------------------------- | ---------------------------------------- | ----------------------------- | ------------- |
| 1     | Цыган (1967)                                          | Евгений Матвеев                               | Бернард Глазман                          | Киноповесть                   | 55,6          |
| 2     | Ч. П. — Чрезвычайное происшествие (1958)              | Виктор Ивченко                                | Михаил Ротлейдер                         | Драма                         | 47.4          |
| 3     | Голубая стрела (1959)                                 | Леонид Эстрин                                 | Давид Яновер                             | Военный фильм                 | 44,5          |
| 4     | В бой идут одни «старики» (1974)                      | Леонид Быков                                  | Николай Злочевский, Илья Фидман          | Военный фильм                 | 44,3          |
| 5     | Их знали только в лицо (1967)                         | Антон Тимонишин                               | Алексей Ярмольский                       | Военный фильм                 | 43,8          |
| 6     | Вдали от Родины (1960)                                | Алексей Швачко                                | Леонид Корецкий                          | Военный фильм                 | 41,9          |
| 7     | Инспектор уголовного розыска (1972)                   | Суламифь Цыбульник                            | Леонид Низгурецкий                       | Детективный фильм             | 40,9          |
| 8     | Судьба Марины (1954)                                  | Виктор Ивченко, Исаак Шмарук                  | Семен Бабанов                            | Мелодрама                     | 37,9          |
| 9     | Годы молодые (1959)                                   | Алексей Мишурин                               | Николай Шаров                            | Кинокомедия                   | 36,7          |
| 10    | Аты-баты, шли солдаты... (1977)                       | Леонид Быков                                  | Николай Злочевский                       | Военный фильм                 | 35,8          |
| 11    | Без вести пропавший (1956)                            | Исаак Шмарук                                  | Борис Жолков                             | Военный фильм, киноповесть    | 35,7          |
| 12    | Разведчики (1969)                                     | Алексей Швачко                                | Бернард Глазман                          | Военный фильм                 | 35            |
| 13    | Королева бензоколонки (1963)                          | Алексей Мишурин, Николай Литус                | Николай Мокроусов                        | Кинокомедия                   | 34,3          |
| 14    | Гадюка (1965)                                         | Виктор Ивченко                                | Михаил Ротлейдер                         | Драма, исторический фильм     | 34,0          |
| 15    | Максимка (1953)                                       | Владимир Браун                                | Леонид Корецкий                          | Приключенческий фильм         | 32,9          |
| 16    | Груз без маркировки (1985)                            | Владимир Попков                               | Игорь Чаленко                            | Детективный фильм             | 32,5          |
| 17    | Педагогическая поэма (1955)                           | Алексей Маслюков, Мечислава Маевская          | Михаил Ротлейдер                         | Драма                         | 32,3          |
| 18    | Два года над пропастью (1967)                         | Тимофей Левчук                                | Леонид Корецкий                          | Военный фильм                 | 30,6          |
| 19    | Иванна (1960)                                         | Виктор Ивченко                                | Михаил Ротлейдер                         | Военный фильм                 | 30,2          |
| 20    | Среди добрых людей (1962)                             | Анатолий Буковский, Евгений Брюнчугин         | Татьяна Кульчицкая                       | Социальная драма              | 30,1          |
| 21    | Штепсель женит Тарапуньку (1958)                      | Ефим Березин, Юрий Тимошенко                  | Леонид Низгурецкий                       | Кинокомедия                   | 30,0          |
| 22    | Эксперимент доктора Абста (1969)                      | Антон Тимонишин                               | Давид Яновер                             | Боевик                        | 29,4          |
| 23    | Годы девичьи (1962)                                   | Леонид Эстрин                                 |                                          | Драма                         | 29,0          |
| 24    | Где 042? (1970)                                       | Олег Ленциус                                  | Яков Забутый                             | Военный фильм                 | 28,4          |
| 25    | Командир корабля (1954)                               | Владимир Браун                                | Наум Вайнтроб                            | Драма                         | 28,3          |
| 26    | Гулящая (1961)                                        | Иван Кавалеридзе                              | Алексей Ярмольский                       | Драма                         | 27,8          |
| 27    | Будни уголовного розыска (1973)                       | Суламифь Цыбульник                            | Валентина Гришокина                      | Детективный фильм             | 27,3          |
| 28    | Роман и Франческа (1961)                              | Владимир Денисенко                            | А. Демченко                              | Мелодрама                     | 27,2          |
| 29    | Ехали мы, ехали... (1963)                             | Ефим Березин, Юрий Тимошенко                  | Леонид Корецкий                          | Фильм-концерт                 | 27,1          |
| 30    | Артист из Кохановки (1962)                            | Григорий Липшиц                               | Борис Жолков                             | Кинокомедия                   | 26,8          |
| 31    | Катя-Катюша (1960)                                    | Григорий Липшиц                               |                                          | Мелодрама                     | 26,6          |
| 32    | Гроза над полями (1959)                               | Юрий Лысенко                                  | П. Веледницкий                           | Драма                         | 25,8          |
| 33    | Сердце не прощает (1961)                              | Владимир Довгань, Иван Кобозев                | Иван Морозов                             | Мелодрама                     | 25,6          |
| 34    | Звёзды на крыльях (1955)                              | Исаак Шмарук                                  | Семен Бабанов                            | Драма                         | 25,5          |
| 35    | Наследники (1960)                                     | Тимофей Левчук                                | Татьяна Кульчицкая                       | Драма                         | 25,4          |
| 36    | Павел Корчагин (1957)                                 | Александр Алов, Владимир Наумов               | Бернард Глазман                          | Историческая драма            | 25,3          |
| 37    | Аннычка (1969)                                        | Борис Ивченко                                 | Татьяна Кульчицкая                       | Военный фильм                 | 25,2          |
| 38    | Олеся (1971)                                          | Борис Ивченко                                 | Татьяна Кульчицкая                       | Драма                         | 25,0          |
| 39    | Серебряный тренер (1963)                              | Виктор Ивченко                                | Михаил Ротлейдер                         | Драма                         | 24,8          |
| 40    | За двумя зайцами (1961)                               | Виктор Иванов                                 | Леонид Низгурецкий                       | Кинокомедия                   | 24,7          |
| 41    | Трое суток после бессмертия (1963)                    | Владимир Довгань                              | Алексей Ярмольский                       | Военный фильм                 | 24,7          |
| 42    | Тревожная молодость (1955)                            | Александр Алов, Владимир Наумов               | Леонид Корецкий                          | Драма                         | 24,4          |
| 43    | Солдатка (1960)                                       | Владимир Денисенко                            | А. Демченко                              | Драма                         | 23,9          |
| 44    | Гори, моя звезда (1958)                               | Анатолий Слесаренко                           | Семен Бабанов                            | Киноповесть                   | 23,6          |
| 45    | В мирные дни (1951)                                   | Владимир Браун                                | Леонид Корецкий                          | Приключенческий фильм         | 23,5          |
| 46    | Матрос Чижик (1955)                                   | Владимир Браун                                | Александр Котовец                        | Драма                         | 23,2          |
| 47    | Ключи от неба (1965)                                  | Виктор Иванов                                 | Николай Шаров                            | Кинокомедия                   | 22,9          |
| 48    | Олекса Довбуш (1960)                                  | Виктор Иванов                                 | Леонид Низгурецкий                       | Исторический фильм            | 22,7          |
| 49    | Есть такой парень (1956)                              | Виктор Ивченко                                | И. Ободинский                            | Мелодрама                     | 22,3          |
| 50    | Черный капитан (1974)                                 | Олег Ленциус                                  | Николай Шаров                            | Приключенческий фильм         | 21,9          |
| 51    | Первый парень (1959)                                  | Сергей Параджанов                             | Алексей Ярмольский                       | Кинокомедия                   | 21,7          |
| 52    | Нина (1971)                                           | Алексей Швачко                                | Сергей Шеметило                          | Военный фильм                 | 21,7          |
| 53    | Звезда балета (1965)                                  | Алексей Мишурин                               | Бернард Глазман                          | Музыкальный фильм             | 21,6          |
| 54    | Грачи (1983)                                          | Константин Ершов                              | Татьяна Кульчицкая                       | Криминальная драма            | 21,3          |
| 55    | В мертвой петле (1963)                                | Николай Ильинский, Суламифь Цыбульник         | Борис Жолков                             | Биографический фильм          | 21,1          |
| 56    | Почтовый роман (1970)                                 | Евгений Матвеев                               | Алексей Ярмольский                       | Мелодрама                     | 21,0          |
| 57    | Белый башлык (1975)                                   | Владимир Савельев                             | Сергей Курганов, Михаил Левин            | Истерн                        | 20,8          |
| 58    | Тревожный месяц вересень (1977)                       | Леонид Осыка                                  | Татьяна Кульчицкая                       | Военный фильм                 | 20,3          |
| 59    | Ни пуха, ни пера! (1974)                              | Виктор Иванов                                 | Л. Фридман                               | Кинокомедия                   | 20,1          |
| 60    | Мальва (1957)                                         | Владимир Браун                                | Леонид Корецкий                          | Мелодрама                     | 20,0          |
| 61    | Киевлянка (1958)                                      | Тимофей Левчук                                | Бернард Глазман                          | Исторический фильм            | 20,0          |
| 62    | Ласточка (1958)                                       | Григорий Липшиц                               |                                          | Исторический фильм            | 20,0          |
| 63    | Небо зовет (1959)                                     | Михаил Карюков                                | Татьяна Кульчицкая                       | Кинофантастика                | 20,0          |
| 64    | Случайный адрес (1973)                                | Игорь Ветров                                  | Григорий Чужий                           | Криминальная драма            | 19,7          |
| 65    | Узники Бомона (1971)                                  | Юрий Лысенко                                  | Николай Мокроусов                        | Военный фильм                 | 19,3          |
| 66    | Гибель эскадры (1966)                                 | Владимир Довгань                              | Давид Яновер                             | Военный фильм                 | 19,0          |
| 67    | Софья Грушко (1972)                                   | Виктор Ивченко                                | Яков Забутый                             | Военный фильм                 | 19,0          |
| 68    | Тарас Шевченко (1951)                                 | Игорь Савченко                                | Леонид Корецкий                          | Исторический фильм            | 18,4          |
| 69    | Канкан в Английском парке (1985)                      | Валерьян Пидпалый                             | Ростислав Тышковец                       | Политический детектив         | 18,3          |
| 70    | Хочу верить (1965)                                    | Николай Мащенко                               | П. Дедов                                 | Драма                         | 18,2          |
| 71    | Анна и Командор (1974)                                | Евгений Хринюк                                | Леонид Корецкий                          | Мелодрама                     | 18,1          |
| 72    | Десятый шаг (1967)                                    | Виктор Ивченко                                | Яков Забутый, Михаил Ротлейдер           | Драма                         | 18,0          |
| 73    | Поцелуй Чаниты (1974)                                 | Евгений Шерстобитов                           | Борис Волынский                          | Музыкальный фильм             | 17,9          |
| 74    | Ярослав Мудрый (1982)                                 | Григорий Кохан                                | Григорий Чужий                           | Исторический фильм            | 17,5          |
| 75    | Месяц май (1966)                                      | Григорий Липшиц                               | Леонид Низгурецкий                       | Мелодрама                     | 17,4          |
| 76    | Тачанка с юга (1978)                                  | Евгений Шерстобитов                           | Григорий Чужий                           | Приключенческий фильм         | 17,1          |
| 77    | «Богатырь» идёт в Марто (1954)                        | Евгений Брюнчугин                             | Александр Котовец                        | Приключенческий фильм         | 17,0          |
| 78    | Зозуля с дипломом (1972)                              | Вадим Ильенко                                 | Николай Полешко                          | Кинокомедия                   | 16,5          |
| 79    | Жнецы (1979)                                          | Владимир Денисенко                            |                                          | Киноповесть                   | 16,2          |
| 80    | Молчат только статуи (1963)                           | Владимир Денисенко                            |                                          | Драма                         | 16,0          |
| 81    | Лушка (1965)                                          | Леопольд Бескодарный, Игорь Самборский        |                                          | Киноповесть                   | 15,4          |
| 82    | Нет неизвестных солдат (1966)                         | Суламифь Цыбульник                            | А. Демченко                              | Военный фильм                 | 15,4          |
| 83    | Дума о Ковпаке (1973)                                 | Тимофей Левчук                                | Леонид Корецкий                          | Военный фильм                 | 15,3          |
| 84    | Ярость (1966)                                         | Николай Ильинский                             | Бернард Глазман                          | Исторический фильм            | 15,3          |
| 85    | Капитан «Пилигрима» (1987)                            | Андрей Праченко                               | Жанна Слупская                           | Приключенческий фильм         | 15,1          |
| 86    | Проверено — мин нет (1965)                            | Здравко Велимирович (Югославия), Юрий Лысенко | Борис Жолков, Никола Попович (Югославия) | Военный фильм                 | 14,7          |
| 87    | Весёлые Жабокричи (1973)                              | Виктор Иванов                                 | Леонид Низгурецкий                       | Кинокомедия                   | 14,7          |
| 88    | Акваланги на дне (1966)                               | Евгений Шерстобитов                           | Алексей Ярмольский                       | Детское кино                  | 14,6          |
| 89    | Это было весной (1960)                                | Артур Войтецкий                               |                                          | Драма                         | 14,5          |
| 90    | Сказка о Мальчише-Кибальчише (1965)                   | Евгений Шерстобитов                           | Алексей Ярмольский                       | Детское кино                  | 14,5          |
| 91    | Улица тринадцати тополей (1970)                       | Виктор Иванов, Абрам Народицкий               | Бернард Глазман                          | Драма                         | 14,4          |
| 92    | Обвиняется свадьба (1986)                             | Александр Итыгилов                            | Александр Гайко                          | Социальная драма              | 14,3          |
| 93    | Одинокая женщина желает познакомиться (1987)          | Вячеслав Криштофович                          | Михаил Костюковский                      | Мелодрама                     | 14,3          |
| 94    | Дни лётные (1966)                                     | Николай Литус                                 | Г. Брусин                                | Драма                         | 14,0          |
| 95    | Путь к сердцу (1971)                                  | Виктор Ивченко                                | Григорий Чужий                           | Драма                         | 14,0          |
| 96    | Непоседы (1968)                                       | Виктор Иванов, Абрам Народицкий               | Леонид Низгурецкий                       | Кинокомедия                   | 13,4          |
| 97    | Строгая игра (1964)                                   | Григорий Липшиц                               |                                          | Кинокомедия                   | 13,3          |
| 98    | Юнга со шхуны «Колумб» (1963)                         | Евгений Шерстобитов                           | Наум Вайтроб                             | Приключенческий фильм         | 13,2          |
| 99    | Пароль знали двое (1986)                              | Николай Литус                                 | Петр Терещенко                           | Приключенческий фильм         | 13,2          |
| 100   | Возвращение Вероники (1964)                           | Игорь Болгарин, Вадим Ильенко                 |                                          | Мелодрама                     | 13,1          |
| 101   | Бурьян (1967)                                         | Анатолий Буковский                            | Михаил Шаров                             | Социальная драма              | 13,1          |
| 102   | Марина (1975)                                         | Борис Ивченко                                 | Татьяна Кульчицкая                       | Мелодрама                     | 13,1          |
| 103   | «Мерседес» уходит от погони (1981)                    | Юрий Ляшенко                                  | Михаил Костюковский                      | Военный фильм                 | 13,1          |
| 104   | Право на любовь (1978)                                | Анатолий Слесаренко                           | Дмитрий Бондарчук                        | Исторический фильм            | 12,7          |
| 105   | Сумка, полная сердец (1965)                           | Анатолий Буковский                            | Наум Вайнтроб                            | Киноповесть                   | 12,6          |
| 106   | Миллионы Ферфакса (1981)                              | Николай Ильинский                             | Алексей Чернышов                         | Детективный фильм             | 12,5          |
| 107   | Дачная поездка сержанта Цыбули (1980)                 | Николай Литус, Виталий Шунько                 | Валерий Паржизех                         | Кинокомедия                   | 12,3          |
| 108   | Здравствуй, Гнат! (1963)                              | Виктор Ивченко                                | Михаил Ротлейдер                         | Военный фильм                 | 12,2          |
| 109   | Высокий перевал (1982)                                | Владимир Денисенко                            | Владимир Князев                          | Военный фильм                 | 12,2          |
| 110   | Абитуриентка (1974)                                   | Алексей Мишурин                               | Иван Щур                                 | Криминальная драма            | 11,9          |
| 111   | Личная жизнь (1974)                                   | Владимир Довгань                              |                                          | Мелодрама                     | 11,5          |
| 112   | Мы, двое мужчин (1963)                                | Юрий Лысенко                                  | Григорий Брусин                          | Киноповесть                   | 11,3          |
| 113   | Падающий иней (1969)                                  | Виктор Ивченко                                | Григорий Чужий                           | Киноповесть                   | 11,1          |
| 114   | Не плачь, девчонка (1977)                             | Евгений Шерстобитов                           |                                          | Музыкальная комедия           | 11,1          |
| 115   | Легенда о княгине Ольге (1984)                        | Юрий Ильенко                                  | Николай Весна                            | Исторический фильм            | 11,1          |
| 116   | Голубые молнии (1979)                                 | Исаак Шмарук                                  | Леонид Корецкий                          | Приключенческий фильм         | 10,8          |
| 117   | Сердце Бонивура (1969)                                | Марк Орлов                                    | Борис Жолков                             | Исторический фильм            | 10,7          |
| 118   | Остров Волчий (1970)                                  | Николай Ильинский                             | Татьяна Кульчицкая                       | Драма                         | 10,7          |
| 119   | Здесь нам жить (1973)                                 | Анатолий Буковский                            |                                          | Драма                         | 10,7          |
| 120   | Белая птица с черной отметиной (1972)                 | Юрий Ильенко                                  | Петр Тарасов                             | Драма                         | 10,5          |
| 121   | Год Теленка (1986)                                    | Владимир Попков                               | Петр Терещенко                           | Кинокомедия                   | 10,5          |
| 122   | Семнадцатый трансатлантический (1972)                 | Владимир Довгань                              | Давид Яновер                             | Военная драма                 | 10,2          |
| 123   | Живая вода (1972)                                     | Григорий Кохан                                | Бернард Глазман                          | Мелодрама                     | 9,8           |
| 124   | Семья Коцюбинских (1971)                              | Тимофей Левчук                                | Леонид Корецкий                          | Биографический фильм          | 9,5           |
| 125   | Тайна партизанской землянки (1975)                    | Юрий Тупицкий, Валентин Фещенко               | Александр Шепельский                     | Детское кино                  | 9,2           |
| 126   | Мальчики (1960)                                       | Суламифь Цыбульник                            | П. Дедов                                 | Драма                         | 8,7           |
| 127   | В тридевятом царстве... (1971)                        | Евгений Шерстобитов                           | Наум Вайнтроб                            | Сказка                        | 8,7           |
| 128   | Воспоминание... (1978)                                | Виталий Кондратов                             |                                          | Военная драма                 | 8,4           |
| 129   | Воспоминание (1987)                                   | Владимир Савельев                             |                                          | Биографический фильм          | 8,4           |
| 130   | Адрес вашего дома (1972)                              | Евгений Хринюк                                | Игорь Чаленко                            | Военная драма                 | 7,9           |
| 131   | Только ты (1972)                                      | Евгений Шерстобитов                           | Григорий Чужий                           | Музыкальный фильм             | 7,9           |
| 132   | Женщины шутят всерьез (1981)                          | Константин Ершов                              | Татьяна Кульчицкая                       | Кинокомедия                   | 7,9           |
| 133   | Три гильзы от английского карабина (1984)             | Владимир Довгань                              | Виктор Антонченко                        | Приключенческий фильм         | 7,9           |
| 134   | Земные и небесные приключения (1975)                  | Игорь Ветров                                  | Григорий Чужий                           | Детское кино                  | 7,8           |
| 135   | От Буга до Вислы (1981)                               | Тимофей Левчук                                | Григорий Чужий                           | Военный фильм                 | 7,8           |
| 136   | Повесть о женщине (1975)                              | Владимир Денисенко                            |                                          | Мелодрама                     | 7,7           |
| 137   | Мы обвиняем (1986)                                    | Тимофей Левчук                                | Виктор Антонченко                        | Исторический фильм            | 7,7           |
| 138   | Когда человек улыбнулся (1975)                        | Борис Ивченко                                 | Татьяна Кульчицкая                       | Драма                         | 7,6           |
| 139   | Если враг не сдаётся… (1983)                          | Тимофей Левчук                                | Игорь Чаленко                            | Военный фильм                 | 7,6           |
| 140   | Возвращение с орбиты (1984)                           | Александр Сурин                               | Игорь Чаленко                            | Научная фантастика            | 7,6           |
| 141   | Контрудар (1985)                                      | Владимир Шевченко                             | Владимир Князев                          | Военный фильм                 | 7,6           |
| 142   | Длинная дорога в короткий день (1972)                 | Тимофей Левчук                                | М.Левин                                  | Драма                         | 7,5           |
| 143   | Берег надежды (1967)                                  | Николай Винграновский                         |                                          | Драма                         | 7,4           |
| 144   | Поезд чрезвычайного назначения (1980)                 | Владимир Шевченко                             | Г. Лукьянова                             | Исторический фильм            | 7,3           |
| 145   | Над нами Южный Крест (1965)                           | Игорь Болгарин, Вадим Ильенко                 | В. Веселов                               | Драма                         | 7,2           |
| 146   | Повесть о Пташкине (1965)                             | Борис Крыжановский                            |                                          | Трагикомедия                  | 7,1           |
| 147   | Ни дня без приключений (1971)                         | Игорь Ветров                                  | Григорий Чужий                           | Приключенческий фильм         | 7,1           |
| 148   | На вес золота (1984)                                  | Евгений Шерстобитов                           | Илья Фидман                              | Драма                         | 6,9           |
| 149   | Наедине с ночью (1967)                                | Борис Силаев                                  |                                          | Мелодрама                     | 6,8           |
| 150   | У призраков в плену (1985)                            | Анатолий Иванов                               | Дмитрий Бондарчук                        | Драма                         | 6,8           |
| 151   | Вы Петьку не видели? (1976)                           | Валентин Попов                                | Борис Гулян                              | Детское кино                  | 6,7           |
| 152   | Звёздная командировка (1983)                          | Борис Ивченко                                 | Бернард Глазман, Анатолий Сирота         | Научно-фантастическая комедия | 6,7           |
| 153   | Если можешь, прости (1984)                            | Александр Итыгилов                            | Сергей Чаленко                           | Мелодрама                     | 6,6           |
| 154   | Тени забытых предков (1965)                           | Сергей Параджанов                             | Н. Юрьева                                | Историческая драма            | 6,5           |
| 155   | Новеллы Красного дома (1964)                          | Игорь Ветров, Николай Мащенко                 |                                          | Мелодрама                     | 6,5           |
| 156   | Полеты во сне и наяву (1983)                          | Роман Балаян                                  | Олег Пикерский                           | Трагикомедия                  | 6,5           |
| 157   | Там вдали, за рекой (1976)                            | Михаил Ильенко                                | Илья Фидман                              | Истерн                        | 6,5           |
| 158   | Каждый вечер после работы (1974)                      | Константин Ершов                              | Жанна Гаврилова                          | Драма                         | 6,3           |
| 159   | Тайны святого Юра (1982)                              | Валерьян Пидпалый                             |                                          | Драма                         | 6,2           |
| 160   | Единица «с обманом» (1984)                            | Андрей Праченко                               | Жанна Слупская                           | Детское кино                  | 6,2           |
| 161   | Крутой горизонт (1971)                                | Василий Ильяшенко                             | Алексей Ярмольский                       | Драма                         | 6,0           |
| 162   | Огонь (1974)                                          | Юрий Лысенко                                  |                                          | Драма                         | 5,9           |
| 163   | Звездный цвет (1973)                                  | Николай Ильинский                             |                                          | Драма                         | 5,7           |
| 164   | Будьте готовы, Ваше высочество! (1979)                | Владимир Попков                               | Илья Фидман                              | Детское кино                  | 5,7           |
| 165   | Хлеб и соль (1971)                                    | Григорий Кохан, Николай Макаренко             | Бернард Глазман                          | Драма                         | 5,6           |
| 166   | На крыльях песни (1962)                               | Валентин Пархоменко                           |                                          | Музыкальный фильм             | 5,5           |
| 167   | Сон (1965)                                            | Владимир Денисенко                            | Леонид Низгурецкий                       | Биографический фильм          | 5,5           |
| 168   | Ералашный рейс (1978)                                 | Олег Фиалко                                   |                                          | Приключенческий фильм         | 5,5           |
| 169   | Любаша (1979)                                         | Александр Муратов                             | Дмитрий Бондарчук                        | Детское кино                  | 5,4           |
| 170   | Ждите связного (1980)                                 | Отар Коберидзе                                | Дмитрий Бондарчук                        | Военный фильм                 | 5,4           |
| 171   | Как молоды мы были (1985)                             | Михаил Беликов                                | Михаил Костюковский                      | Мелодрама                     | 5,4           |
| 172   | Цветок на камне (1963)                                | Сергей Параджанов                             | Наум Вайнтроб                            | Драма                         | 5,2           |
| 173   | Захар Беркут (1973)                                   | Леонид Осыка                                  | Н. Юрьева                                | Исторический фильм            | 5,2           |
| 174   | Дипломаты поневоле (1978)                             | Алексей Мишурин                               | Неонила Атаманенко                       | Кинокомедия                   | 5,1           |
| 175   | Благие намерения (1985)                               | Андрей Бенкендорф                             | Сергей Улицкий                           | Драма                         | 5,0           |
| 176   | Тайна корабельных часов (1984)                        | Руфат Шабанов                                 | Петр Тарасов                             | Приключенческий фильм         | 5,0           |
| 177   | Чёрная курица, или Подземные жители (фильм) (1981)    | Виктор Гресь                                  | Виктор Антонченко                        | Сказка                        | 4,8           |
| 178   | Прыжок (1986)                                         | Николай Малецкий                              |                                          | Драма                         | 4,7           |
| 179   | Мятежный «Орионъ» (1979)                              | Евгений Шерстобитов                           | Леонид Кошаровский                       | Исторический фильм            | 4,6           |
| 180   | Тронка (1972)                                         | Артур Войтецкий                               | Григорий Чужий                           | Драма                         | 4,5           |
| 181   | Казнить не представляется возможным (1982)            | Исаак Шмарук                                  | Виктор Антонченко                        | Историческая драма            | 4,4           |
| 182   | Всё начинается с любви (1985)                         | Ярослав Ланчак                                |                                          | Мелодрама                     | 4,4           |
| 183   | Новые приключения янки при дворе короля Артура (1989) | Виктор Гресь                                  | Виктор Антонченко                        | Приключенческий фильм         | 4,4           |
| 184   | Тяжёлый колос (1970)                                  | Владимир Денисенко                            |                                          | Драма                         | 4,3           |
| 185   | Канал (1976)                                          | Владимир Бортко                               | Дмитрий Бондарчук                        | Драма                         | 4,3           |
| 186   | Смотреть в глаза... (1976)                            | Владимир Луговской                            |                                          | Драма                         | 4,3           |
| 187   | Умеете ли вы жить? (1971)                             | Александр Муратов                             | Л. Витязь                                | Мелодрама                     | 4,2           |
| 188   | Храни меня, мой талисман (1986)                       | Роман Балаян                                  | Михаил Костюковский                      | Мелодрама                     | 4,2           |
| 189   | Вниманию граждан и организаций (1966)                 | Артур Войтецкий                               | Наум Вайнтроб, Татьяна Кульчицкая        | Детское кино                  | 4,1           |
| 190   | Новоселье (1974)                                      | Василий Ильяшенко                             | Николай Полешко                          | Драма                         | 4,1           |
| 191   | Если ты уйдёшь... (1978)                              | Николай Литус                                 | Петр Терещенко                           | Спортивная драма              | 4,1           |
| 192   | Возвращение Баттерфляй (1983)                         | Олег Фиалко                                   | Игорь Тараховский                        | Биографический фильм          | 4,1           |
| 193   | Парижская драма (1984)                                | Николай Мащенко                               | Пётр Тарасов                             | Криминальная драма            | 4,1           |
| 194   | Сказка о громком барабане (1987)                      | Евгений Шерстобитов                           | Олег Пикерский                           | Военный фильм                 | 4,1           |
| 195   | Время — московское (1977)                             | Николай Ильинский                             |                                          | Мелодрама                     | 4,0           |
| 196   | Под свист пуль (1981)                                 | Борис Шиленко                                 | Игорь Чаленко                            | Историческая драма            | 4,0           |
| 197   | Поклонись до земли (1986)                             | Леонид Осыка                                  | Татьяна Кульчицкая                       | Драма                         | 4,0           |
| 198   | Тихие берега (1973)                                   | Николай Винграновский                         | Н.Юрьева                                 | Криминальная драма            | 3,9           |
| 199   | Лавры (1973)                                          | Владимир Горпенко                             | Илья Фидман                              | Драма                         | 3,8           |
| 200   | Под созвездием Близнецов (1980)                       | Борис Ивченко                                 | Татьяна Кульчицкая                       | Фантастика                    | 3,8           |

## Руководители киностудии
- Павел Нечеса (1928―1929) ― Киевская кинофабрика[219]
- Григорий Радченко (1929―1930) ― Киевская кинофабрика[220]
- Пётр Косячный (1930―1931) ― Украинфильм[219]
- Соломон Орелович (1931―1933) ― Украинфильм[221]
- Павел Нечеса (1933―1936) ― Украинфильм[222]
- Соломон Орелович (1936―1937) ― Украинфильм[221]
- Александр Горский (1943―1951) ― Киевская киностудия[223]
- Михаил Ротлейдер (1952) ― Киевская киностудия[224]
- Василий Цвиркунов (1962―1973) ― Киевская киностудия художественных фильмов имени А. П. Довженко[225]
- Альберт Путинцев (1973―1985) ― Киевская киностудия художественных фильмов имени А. П. Довженко[226]
- Николай Мащенко (1987―2004) ― Киевская/Национальная киностудия художественных фильмов имени А. П. Довженко[227]
- Виктор Приходько (2004―2005) ― Национальная киностудия художественных фильмов имени А. П. Довженко[228]
- Игорь Ставчанский (2005―2014) ― Национальная киностудия художественных фильмов имени А. П. Довженко[229]
- Александр Янчук (2014―2024) ― Национальная киностудия художественных фильмов имени А. П. Довженко[230]
- Андрей Дончик (с 05.2024) ― Национальная киностудия художественных фильмов имени А. П. Довженко[231].

### Директора кинокартин
- Борис Жолков (1953―1973)[232]
- Леонид Корецкий (1945―1980)[233]
- Михаил Ротлейдер (1952―1978)[234]
- Давид Яновер (1952―1972)[235]
- Алексей Ярмольский (1957―1973)[236]

## Награды
- Орден Ленина (16 марта 1978 года) — за заслуги в развитии советского киноискусства[237]